# Ras Ben Sekka
Ras Ben Sekka (arabe : رأس بن سكة) est un cap du littoral de la mer Méditerranée qui se trouve sur le territoire du gouvernorat de Bizerte en Tunisie.
Il était considéré comme le point le plus au nord du continent africain, remplacé depuis 2014 par le cap Angela situé à quelques centaines de mètres à l'ouest.